# Schizaea biroi
Schizaea biroi là một loài dương xỉ trong họ Schizaeaceae. Loài này được V.A. Richt. mô tả khoa học đầu tiên năm 1915.